# Relativisme
El relativisme és una posició que considera que quelcom (un enunciat, una pauta de conducta, una norma, una concepció) està vinculat a una altra entitat i, per tant, no es pot entendre si no és amb referència a aquesta. Es pot distingir, entre d'altres, el relativisme cultural, el cognoscitiu, el moral, el lingüístic i l'epistemològic.

## El relativisme cultural
El relativisme cultural forma part del mètode de l'antropologia cultural. Cerca una descripció més rigorosa i lliure de judicis de valor dels elements d'una cultura. S'elabora en els primers anys de l'antropologia cultural amb la revisió dels relats de cultures no europees fets per viatgers i missioners, tenyides d'etnocentrisme. Sosté que cada tret cultural, pauta cultural, costum, instrument, ritual, relació personal, etc., només es pot entendre en funció de la cultura a què pertany. Així, les cultures diferents de la pròpia deixen de considerar-se "endarrerides" o "salvatges", i certs costums "fastigosos" o "propis d'animals".

## El relativisme moral
El relativisme moral és aquella posició que sosté que no hi ha actes absolutament bons ni dolents. Allò que és bo no té un fonament absolut, és a dir, desproveït de tot lligam i, per tant, plenament fonamentat. El relativisme moral acceptaria judicis morals diversos sobre el mateix acte. En darrera instància, el relativisme moral conduiria a una indiferència davant la conducta de les altres persones, atès que no es podrien jutjar en funció de la pròpia concepció del que està bé. Sovint, s'ha identificat el relativisme moral amb el cultural, tot mantenint que no podem jutjar moralment costums d'altres cultures que repugnen la nostra consciència moral. Deixant de banda les pulsions etnocèntriques que puguin originar aquesta repugnància, aquesta modalitat de relativisme moral no té en compte que dins les societats una mica complexes sempre existeix el dissens. El relativisme moral no és contradictori amb l'acceptació de valors comuns compartits, o fins i tot amb normes i valors universals però amb un fonament no absolut, sinó per exemple històric, com és la fonamentació que fa Norberto Bobbio dels drets humans.
Hi ha qui, erròniament, ha identificat el relativisme amb el pluralisme. El pluralisme és el reconeixement de la coexistència de diferents concepcions del bé moral o polític. El relativisme és una fonamentació d'aquest fet. Ni l'un ni l'altre porten necessàriament al nihilisme moral.

## El relativisme cognoscitiu
Aquesta posició va ser enunciada per primer cop pel sofista Protàgores: "l'ésser humà és la mesura de totes les coses, de les que són en la mesura que són, de les que no són, en la mesura que no són". El món, tal com apareix al subjecte, així és. En altres paraules, no hi ha una veritat, sinó tantes veritats com subjectes. En la seva versió forta, el relativisme cognoscitiu conté una contradicció: si l'enunciat "tot és relatiu" és veritat, aquest enunciat també ho és i, per tant, si no m'apareix vertader no l'he d'acceptar.

## Relativisme epistemològic
Mantingut per Paul Feyerabend contra Thomas Kuhn, a propòsit del fonament de les veritats científiques, cal dir que no és un relativisme cognoscitiu. Ha estat aprofitat per alguns promotors de les pseudociències per incloure-les en el rang de les ciències.